# 平野早苗
平野 早苗（ひらの さなえ）は、日本の芸能リポーター、ナレーター、司会者。
元宮崎放送のアナウンサーで、同局在籍中には自社製作の報道番組『MRTニュースワイド』に出演していた。宮崎放送退社後に上京し、以来フジテレビ朝の情報番組『おはよう!ナイスデイ』や『情報プレゼンター とくダネ!』でリポーターを務めている。
趣味はゴルフ。